# Stucky
En el contexto del fandom, Stucky (también conocido como Steve/Bucky o Bucky/Steve) es la pareja compuesta por Steve Rogers (Capitán América) y James Buchanan "Bucky" Barnes (Soldado del Invierno), personajes ficticios que aparecen en cómics y medios relacionados producidos por Marvel Comics. Esta pareja o ship es una manifestación del shippeo, un fenómeno en el fandom donde los individuos crean obras hechas por fans que representan una relación romántica o sexual entre dos personajes cuya relación en el material original no es típicamente romántica ni sexual. El Stucky es un ejemplo de slash, un género de obras de fans que se centra en personajes del mismo sexo. De acuerdo con las convenciones de nombres del shippeo, «Stucky» es un portmanteau de «Steve» y «Bucky».
Aunque Rogers y Barnes han aparecido en medios audiovisuales desde la década de 1940, las obras de fans Stucky crecieron sustancialmente en popularidad en la década de 2010 tras la aparición de los personajes en el Universo Cinematográfico de Marvel (UCM). Varias personas asociadas con Marvel, incluido el cocreador del Soldado del Invierno Ed Brubaker, el actor que interpreta a Barnes (Sebastian Stan) y el director del UCM Joe Russo, se han expresado positivamente con respecto al Stucky, frecuentemente en un contexto que afirma la heterosexualidad canónica de Rogers y Barnes mientras ofrecen apoyo al fandom del Stucky en general. Críticos y comentaristas han utilizado la popularidad del Stucky en el fandom para reflexionar sobre diversos temas, incluyendo la falta de personajes LGBT en películas de superhéroes y la naturaleza del fandom en las redes sociales.

## Contexto

### Marvel Comics
Steve Rogers y Bucky Barnes aparecieron por primera vez en Captain America Comics #1 (marzo de 1941), que establece a Rogers como Capitán América y a Barnes como su joven ayudante. Barnes moriría en 1948 y no reaparecería hasta Captain America (vol. 5) en 2005, donde el personaje es traído de vuelta como el «Soldado del Invierno», un asesino al que le han lavado el cerebro, tras su aparente muerte previa. Como resultado de la prolongada ausencia de Barnes en los cómics y la caracterización inicial de Rogers como una figura paternal mucho mayor que Barnes, el surgimiento del Stucky como un fenómeno en el fandom es un desarrollo relativamente reciente. En las primeras comunidades de fandom de Marvel centradas en el shippeo y el slash, Rogers era comúnmente representado con Tony Stark / Iron Man en un ship típicamente abreviado como «Stony» o «Superhusbands».
Aunque las relaciones de héroe y ayudante en los cómics han sido interpretadas con un subtexto homoerótico, en el canon de Marvel, la relación entre Rogers y Barnes es estrictamente platónica y no se representa como sexual o romántica. Rogers y Barnes son representados en el canon como personajes unidos por un vínculo personal profundo y significativo, y algunos críticos comparan su relación de compañeros de guerra con Aquiles y Patroclo.

### Universo Cinematográfico de Marvel
La popularidad del Stucky como ship en el fandom aumentó significativamente tras la introducción de Rogers y Barnes en la franquicia de medios audiovisuales del Universo Cinematográfico de Marvel (UCM), donde los personajes han aparecido juntos en cinco películas: Capitán América: el primer vengador (2011), Capitán América: el soldado de invierno (2014), Capitán América: Civil War (2016), Vengadores: Infinity War (2018) y Vengadores: Endgame (2019); y en la serie de televisión ¿Qué pasaría si...? (2021). El UCM reconceptualiza la naturaleza de su relación, presentándolos como mejores amigos de la misma edad y establece su vínculo como un elemento clave de la trama y una motivación mutua de los personajes. Como resultado, se desarrolló un fandom de shippeo en reacción a un supuesto subtexto homoerótico de la relación de Rogers y Barnes. El nombre del ship «Stucky», un portmanteau que combina los nombres «Steve» y «Bucky», se convirtió en el nombre del ship de acuerdo con las convenciones de nombres del shippeo.
A lo largo de la trilogía de películas de Capitán América, Gavia Baker-Whitelaw de The Daily Dot señala que Steve continuamente «se rebela contra la autoridad por el bienestar de Bucky, escalando desde desobedecer órdenes durante la Segunda Guerra Mundial hasta convertirse en un fugitivo internacional en Civil War». La relación es el motor de la trama en El soldado de invierno, donde el recuerdo de Steve hace que Bucky supere su condicionamiento como asesino con el cerebro lavado; Bucky recuerda su identidad a través de la declaración de Steve «Estoy contigo hasta el final», una frase repetida por Rogers y Barnes a lo largo de la serie como una expresión de compañerismo. Civil War nuevamente representa su relación como un elemento central de la trama, con Rogers protegiendo a Barnes después de que es acusado erróneamente de cometer un acto terrorista, mientras también desarrolla a Sharon Carter como un interés amoroso para Rogers. Aunque Carter tiene una historia establecida como interés amoroso canónico de Rogers en los cómics, Joanna Robinson escribió en Vanity Fair que la representación de Carter fue el «único defecto en una película por lo demás excelente», argumentando que el beso de la película entre Steve y Sharon existe principalmente para «cerrar la puerta a la especulación» sobre una interpretación homoerótica de la relación de Rogers y Barnes. Rogers y Barnes aparecen en las siguientes dos películas, Infinity War y Endgame, pero se dedica menos tiempo a su relación. Robinson y otros críticos plantearon la hipótesis de que sus interacciones se minimizaron para aumentar la popularidad de Sam Wilson / Halcón mientras asume el título de Capitán América, y para enfatizar la historia de amor canónica entre Rogers y Peggy Carter.

## Análisis e impacto
El Stucky como fenómeno en el fandom surgió de comunidades en línea que producen obras hechas por fans. Estas comunidades en línea suelen ser mayoritariamente femeninas, en contraste con el fandom de cómics mainstream, mayoritariamente masculino. Las obras de fans que incluyen el Stucky, creadas en una amplia gama de medios (incluyendo fanart, fanfiction y videos de fans), suelen dar prominencia a imágenes emocionales y temas románticos, en contraposición a las narrativas centradas en acción y conflicto del material original de los cómics y películas de Marvel. Así, las obras de fans del Stucky «hacen realidad todos los momentos narrativos no filmados que los fans quieren ver», con representaciones de la vida doméstica de Rogers y Barnes en el Nueva York de los años 40 (en gran parte inexplorada en el material canón) siendo un tema común en las obras de fans del Stucky. Estas obras suelen ser fieles a la historia real de la cultura gay de Nueva York antes de la guerra; Gay New York, un texto sociológico del historiador LGBT George Chauncey, ha sido utilizado por algunos creadores de fans para representar con precisión aspectos de esta historia, incluyendo bares gay específicos de la época que existían en el vecindario canónico de Brooklyn de Rogers.
Francesca Coppa argumenta que el fandom del Stucky es el resultado de una «mezcla compleja de cosificación e identificación con estos personajes», donde el deseo de ver escenarios sexuales o románticos que involucren a Rogers y Barnes se basa en parte en la atracción sexual o romántica que los propios fans sienten por estos personajes. Coppa continúa argumentando que el Stucky no representa simplemente la cosificación de dos personajes masculinos físicamente atractivos, sino también la subjetivación de Steve Rogers como personaje, «los fans escriben historias que desarrollan sus opiniones políticas, sus relaciones pasadas y presentes, su religión y su sexualidad». En Captain America, Masculinity, and Violence: The Evolution of a National Icon, el autor J. Richard Stevens argumenta de manera similar que los fans del Capitán América usan el personaje «para reconstruir y reconfigurar la importancia cultural en sus propias vidas», señalando que «a lo largo de la historia del personaje, que contiene mensajes desde el jingoismo ultranacionalista hasta una crítica del papel del nacionalismo en la propagación del racismo y el terrorismo, las narrativas del [Capitán América] han provocado respuestas increíblemente articuladas». En el caso específico del Stucky, Coppa señala que la improbabilidad de que Marvel reconozca una lectura queer de la relación de Rogers y Barnes en el canon «significa que mucha energía de los fans se dedica a visualizar cómo podría ser una relación queer de superhéroes». En este sentido, el Stucky como fenómeno en el shippeo es notable porque dedica un enfoque significativo a la identidad sexual gay o bisexual imaginada de los personajes, en contraste con las obras slash creadas por fans en los años 70 y 80 que «distanciaban a los queridos personajes de los estereotipos e incluso de la identidad de la homosexualidad», optando en cambio por representar a los personajes «compartiendo un gran amor trascendente que eliminaba las barreras de género».
La popularidad del Stucky en el fandom ha sido ampliamente comentada por fuentes de cultura pop y entretenimiento mainstream. En los rankings anuales de Tumblr de los ships más populares del año (medidos por el número de reblogs), Stucky ocupó el puesto 17 en 2014, el 9 en 2015, el 8 en 2016, el 10 en 2018, el 16 en 2019, y el 18 en 2020. A abril de 2025, se han publicado más de 60,000 fanfiction Stucky en Archive of Our Own.

### #GiveCaptainAmericaABoyfriend
En mayo de 2016, la usuaria de Twitter Jess Salerno tuiteó «#givecaptainamericaaboyfriend» (tdl. ‘#denleunnovioalcapitánamerica’) en respuesta a una campaña similar en internet con el hashtag #GiveElsaAGirlfriend (tdl. ‘#DenleUnaNoviaAElsa’), que se centraba en Elsa de la película de 2013 Frozen. El hashtag se convirtió en un tema de tendencia viral en Twitter, y fue ampliamente cubierto por la prensa mainstream. Aunque el hashtag estaba aparentemente organizado en torno a los fans que deseaban ver a Stucky como canon, tanto este como #GiveElsaAGirlfriend también se preocupaban ampliamente por la falta de personajes LGBTQ+ en las propiedades de medios de Disney, de la cual Marvel es una subsidiaria. La organización de derechos LGBTQ+ GLAAD comentó que el hashtag era «una señal de que las audiencias están ansiosas por personajes LGBT significativos en sus películas de superhéroes».
The Hollywood Reporter citó #GiveCaptainAmericaABoyfriend como un ejemplo de cómo las redes sociales han alterado la dinámica entre creadores y audiencias, ya que el medio aumenta tanto la visibilidad de las discusiones de los fans como la disposición de los creadores a responder a esas discusiones. La publicación comentó además que #GiveCaptainAmericaABoyfriend «destaca los cambios demográficos que aún no se han reflejado en los textos a los que las audiencias responden», en referencia a la popularidad del Stucky en relación con la falta de personajes LGBTQ+ en las películas de superhéroes.

## Respuesta de Marvel
Lo que es también fascinante de la historia del Cap y Bucky es que es una historia de amor. Estos son dos chicos que crecieron juntos, y por eso tienen esa misma conexión emocional que tendrían los hermanos, y aún más porque Bucky era todo lo que Steve tenía mientras crecía.
Joe Russo, director del Universo Cinematográfico de Marvel

Varias personas afiliadas con Marvel han comentado sobre el Stucky, frecuentemente en un contexto que afirma la heterosexualidad canónica de Rogers y Barnes mientras ofrecen apoyo al fandom del Stucky en general.
El actor de Rogers, Chris Evans, ha comentado positivamente sobre las interpretaciones románticas de la relación de Rogers con Barnes, aunque dijo que «simplemente nunca ha sido parte de mi enfoque del personaje». Cuando se le preguntó sobre Stucky en una entrevista separada con GQ, el actor de Barnes, Sebastian Stan, respondió de manera similar que «creo que es genial. Las películas son para que las personas se relacionen con ellas de la manera que quieran», añadiendo que «no pienso en el personaje de esa manera, sin embargo. Pero no hay una respuesta correcta o incorrecta». Evans también ha señalado que Barnes es «una de las relaciones más preciadas para Steve Rogers [...] es una de las pocas relaciones que él puede identificar como algo que podríamos llamar hogar», lo cual ha sido citado por medios en el contexto de su cobertura del Stucky. Una imagen de una sesión de fotos de fans de Evans y Stan en Wizard World Philadelphia posando con cosplayers besándose mientras estaban vestidos como Rogers y Barnes se volvió viral en 2016.
Joe Russo, quien codirigió cuatro de las cinco películas del UCM en las que Rogers y Barnes aparecen juntos, ha descrito su relación como una historia de amor, pero también indicó que el tipo de conexión emocional es la de hermanos, diciendo más tarde que «la gente ha interpretado esa relación de todas las formas posibles, y es genial ver a la gente discutir sobre lo que significa esa relación para ellos. Nunca la definiremos como cineastas, explícitamente, pero como las personas quieran interpretarla, pueden hacerlo». Los guionistas Christopher Markus y Stephen McFeely, quienes escribieron conjuntamente la trilogía de películas de Capitán América, Infinity War y Endgame, aunque describieron la relación Rogers-Barnes como platónica, la compararon con una historia de amor y describieron a los personajes como almas gemelas en el prólogo de la edición en rústica comercial de la serie de cómics Captain America: White.
Otras personas que han comentado positivamente sobre el Stucky incluyen a los escritores Ed Brubaker, quien cocreó al Soldado del Invierno con el artista Steve Epting, y Mark Waid, quien comentó en una entrevista con Marvel sobre su trabajo en la serie de cómics Viuda Negra de 2016 que tanto Viuda Negra como Barnes «han tenido un flechazo» con Steve Rogers. Una escena en el cómic de 2019 Gwenpool Strikes Back #3 en la que Gwenpool (un personaje que es consciente de estar en un cómic) dice que Rogers y Barnes «lucen bien juntos» fue interpretada por comentaristas como un reconocimiento humorístico del fandom del Stucky por parte de Marvel.

## Lecturas complementarias
- Gu, Jingyi (2017). Celebrating and Discussing the Queerly Masculine: Hollywood Superheroes Reimagined in Fan Videos on Chinese Barrage Video Websites (Maestría en Artes). Georgetown University. Investigación sobre una expresión del fandom del Stucky en China.
- Ríos, Alen; Rivera, Diego (2018). «Vulnerability and Trash: Divisions within the Stucky fandom». Otherness: Essays and Studies 6 (1). Investigación sobre segmentos dentro del fandom del Stucky.